# Sân bay Kuressaare
Sân bay Kuressaare (IATA: URE, ICAO: EEKE) là một sân bay ở Estonia. Sân bay cách 3 km so với thị xã Kuressaare trên đảo Saaremaa.
Đường băng đầu tiên đã được xây vào nửa sau thập niên 1930. Sân bay được khai trương chính thức ngày 6 tháng 3 năm 1945. Lưu lượng giao thông hàng không đã tăng trong những năm sau, giai đoạn 1949-1953 mỗi ngày có từ 10-15 chuyến bay giữa Kuressaare và Tallinn. Sân bay này đã không có điện cho đến năm 1958. Nhà ga hiện nay đã được xây năm 1962. Đường băng thứ nhì 05/23 đã được xây năm 1976, năm 1999 đường băng chính được kéo dài. Nhà ga được nâng cấp năm 2007.
Chủ sở hữu sân bay là AS Tallinna Lennujaam. Đơn vị này cũng sở hữu một sân bay ở Ruhnu.
Năm 2004, sân bay này đã phục vụ 15.669 lượt khách.

## Airlines and destinations
- Estonian Air
  - cung ứng bởi Estonian Air Regional (Stockholm-Arlanda, Tallinn)
- Luftverkehr Friesland Harle (Ruhnu)